# Dschabal Ali

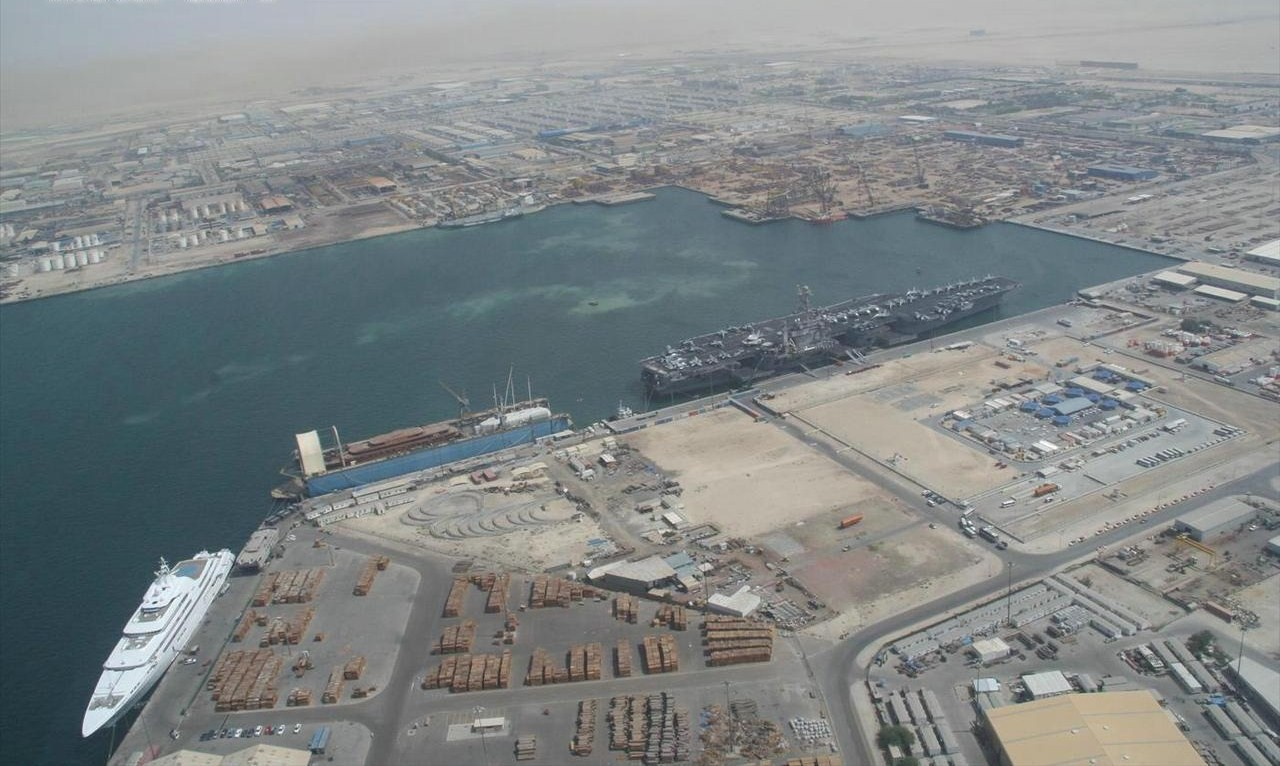
Hafenausschnitt Dschabal Ali, Mai 2007

Dschabal Ali (arabisch جبل علي Dschabal ʿAlī, DMG Ǧabal ʿAlī, englische Schreibung Jebel Ali) ist eine durch ihren künstlich angelegten Tiefwasserhafen Dschabal Ali bekannte Stadt in Dubai, Vereinigte Arabische Emirate.

## Geografische Lage
Der ehemalige kleine Küstenort, der einst 40 Kilometer von Dubai-Stadt entfernt lag, schließt inzwischen an den südwestlichen Ausläufer der Metropole an. In Dschabal Ali ist Ende der 1970er Jahre der nach Fläche größte künstliche Hafen der Welt ausgebaggert worden. Der Großteil des Umschlags wird über Frachtcontainer abgewickelt.

## Geschichte und Bedeutung
In den 1970er Jahren arbeiteten in der Freihandelszone mit fast 40 Quadratkilometern Gewerbeflächen im Süden und Osten des Hafens lediglich vier Unternehmen mit wenigen Kränen. Die herrschende Maktum-Familie schuf aus dem Ölgeld und ihrer alten Handelstradition in wenigen Jahrzehnten einen großdimensionierten Umschlag-, Handels- und Fertigungsplatz, an dem sich – angelockt auch durch die Steuerprivilegien – im Jahre 2011 etwa 6.600 Unternehmen aus rund 100 Ländern mit 129.000 Mitarbeitern angesiedelt haben. Rund 40.000 Mitarbeiter sind auf den Firmengrundstücken untergebracht, der Rest pendelt. Ein geopolitisch günstig gelegener Knotenpunkt des Welthandels ist so entstanden, der Indien mit Afrika und Ostasien mit Europa verknüpft.
An der Küste Dschabal Alis befindet sich das 5-Sterne-Hotel Jebel Ali Hotel und Golf Resort. Außerdem befindet sich etwa 13 km landeinwärts der Flughafen Dubai-World Central. Dieser teileröffnete, bis ca. 2030 im Bau befindliche Großflughafen wird in enger Kooperation mit der Hafen-Freihandelszone einen schnellen Frachtumschlag Schiff-Flugzeug ermöglichen. Die erste Linie der neuen Metro Dubai verbindet seit März 2011 Dschabal Ali mit Dubai-Stadt.
Weitere wichtige Einrichtungen in Dschabal Ali:
- Port of Jebel Ali
- Jebel Ali Free Zone (JAFZ)
- Jebel Ali Airport City
- Jebel Ali Palm
- Dubai Aluminium Company (DUBAL)
- Kraftwerks- und Meerwasserentsalzungsanlage Dschabal Ali (weltweit größte Anlage dieser Art, deckt den Großteil des Energie- und Wasserbedarfes von Dubai)

Am 7. Juli 2021 kam es im Hafen zu einer heftigen, bis 25 km weit spürbaren Explosion an Bord eines relativ kleinen, 130 TEU fassenden Containerschiffs mit nachfolgendem Brand, der von einem Container ausging.